# Réz(II)-oxid
A réz(II)-oxid (CuO; nyelvújításkori magyar nevén rézéleg) fekete színű por, vízben oldhatatlan.

## Reakciói
Hidrogén vagy szén-monoxid segítségével tiszta rézzé redukálható:
H2  +  CuO  →  Cu  +  H2O
CuO + CO → Cu + CO2
Savakkal reagáltatva réz(II)sókat alkot:
- Salétromsavval réz(II)-nitrátot

CuO + 2HNO3 → Cu(NO3)2 + H2O
- Sósavval réz(II)-kloridot

CuO + 2HCl → CuCl2 + H2O
- Kénsavval réz-szulfátot

CuO + H2SO4 → CuSO4 + H2O
- Ecetsavval réz-acetátot

CuO + 2CH3COOH → (CH3COO)2Cu + H2O
- Glicinnel réz-aminoacetátot

CuO + 2NH2CH2COOH → (NH2CH2COO)2Cu + H2O
- Citromsavval réz-citrátot

CuO + 2C6H8O7 → (C6H5O7)2Cu + 3H2O

## Előállítása
Réz hevítésekor keletkezik, de a kapott anyag nem tiszta, réz(I)-oxidot is tartalmaz. 
Ezért tiszta réz(II)-oxidot a következő anyagok hevítésével állítják elő:
- Réz-karbonát

CuCO3 →  CuO  +  CO2
- Réz(II)-hidroxid

Cu(OH)2 → CuO + H2O
- Réz(II)-nitrát

2Cu(NO3)2 → 2CuO + 4NO2 + O2